# Bim Clinell
Eva Birgitta Bim Murray, tidigare Clinell, född 26 oktober 1952 i Stockholm, är en svensk författare, frilansjournalist, föreläsare och debattör. 

## Biografi
Bim Clinell arbetade mellan 1988 och 1999 som tv- och radiokorrespondent i Paris. Clinell har också varit medprogramledare för Filmkrönikan och reporter på Rikets kultur samt sommarpratat i radioprogrammet Sommar den 24 juli 1991.
På 1980-talet var hon redaktör för Nya Teatertidningen. I mitten av 1980-talet var hon också styrelseledamot i Publicistklubben. Hon brukade användas av svenska medier och delvis socialdemokraterna som expert på Nationella fronten och delvis Sverigedemokraterna. År 1999 nominerades Bim Clinell till Augustpriset för De hunsades revansch. Det ledde till hård debatt då korrespondenterna Björn-Erik Rosin och Ingmarie Froman anklagade Clinell för faktafel, bland annat att ha påstått att Alfred Dreyfus varit fängslad. Clinells bokförlag svarade på kritiken: "När 20 000 svenskar marscherar mot nazismen sitter två korrespondenter i Paris och klagar på stavningen av Le Pen." 
Dessutom har hon varit styrelseledamot i Expo. Clinell har även medverkat i bland annat Kulturnytt och TV 4.
Hon är gift med Christofer Murray.

### Medverkan i antologier
- Demokratins förgörare (SOU 1999 demokratiutredningen)
- En annan värld är möjlig (Manifest 2001)
- Pudelns kärna (Nixon 2005)